# Bukama (territorium)

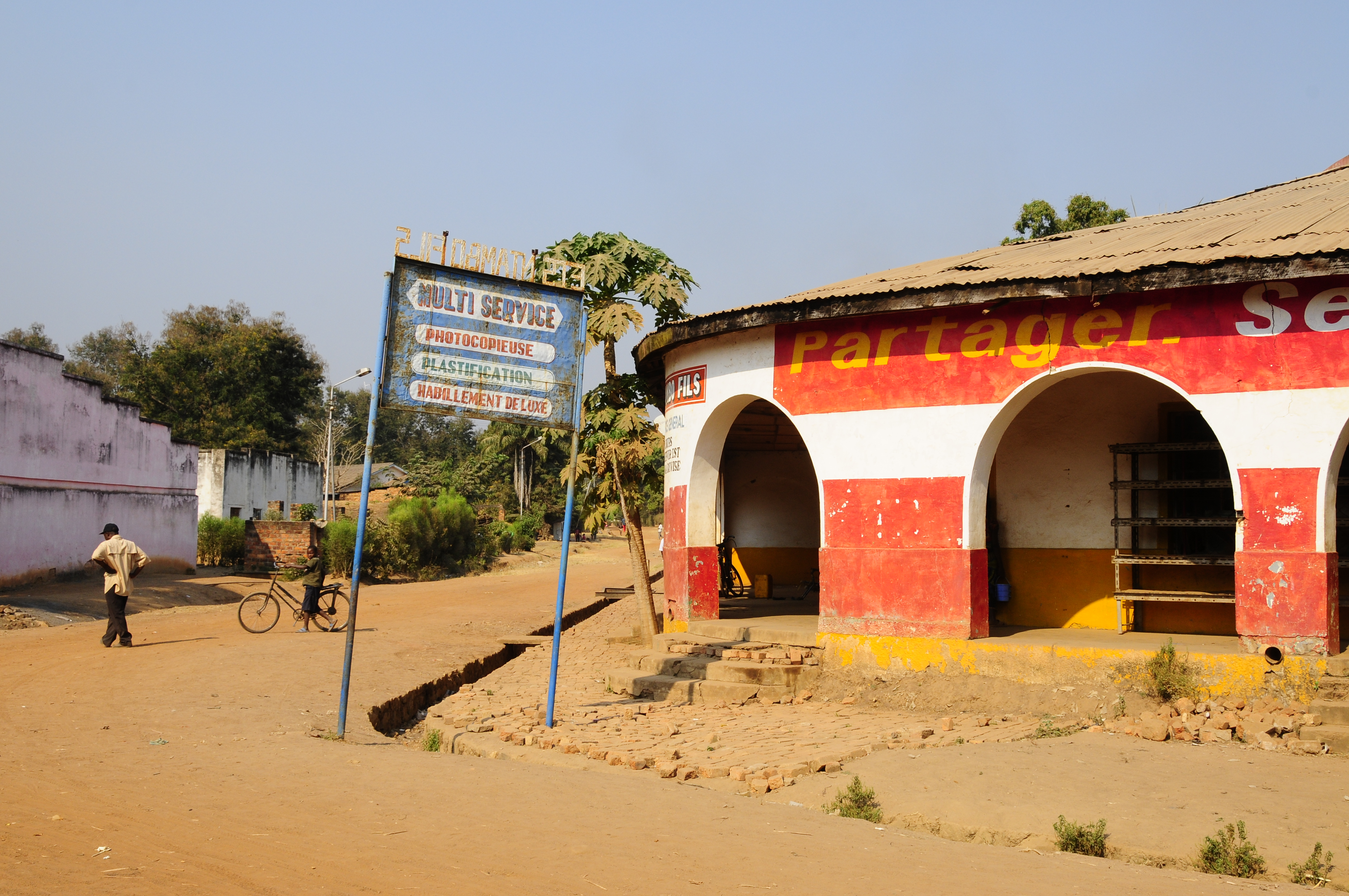
Straatbeeld in Luena

Bukama is een territorium (territoire) in de Democratische Republiek Congo. Het is een van de vijf territoria van de provincie Opper-Lomami. Het heeft een oppervlakte van 19.865 km² en een bevolking van 1.245.000 (schatting 2020).

## Bestuur
Het territorium is opgericht in 1913 in het toenmalige Katanga en bevindt zich in het zuidoosten van de nieuwe provincie Opper-Lomami. De hoofdplaats is de gelijknamige plaats Bukama.
Het is onderverdeeld in twee gemeenten (Bukama en Luena), een sector (Lualaba) en zes chefferies:
- Kinkondja
- Butumba
- Kabondo Dianda
- Kapamayi
- Umpungu
- Kibanda

## Geografie
De rivier Lualaba doorkruist het territorium van zuid naar noord. Andere rivieren zijn de Lufira en Lofoï. Verder zijn er tientallen meren.
Het gebied ligt op een gemiddelde hoogte van 621 m. Het territorium heeft een tropisch klimaat met de meeste regen van september tot april en een gemiddelde temperatuur van 24° C.
Het territorium bestaat voornamelijk uit savanne met verspreide bossen. De vallei van de Lualaba bestaat uit grassavanne.

## Vervoer
De Lualaba is bevaarbaar vanaf de stad Bukama. Verder is er een spoorlijn en de nationale autoweg RN1 en provinciale wegen. Er zijn ook regionale luchthavens.

## Bevolking
De belangrijkste bevolkingsgroep zijn de Luba (97%). Ook leven er Tshokwe (3%). Gemeenschappelijke voertaal is het Kiluba en ook de nationale taal Swahili.
De bevolking leeft voornamelijk van landbouw (maniok, rijst, maïs) en visvangst in de rivieren en meren.